# Apple Card
Apple Card é um cartão de crédito criado pela Apple Inc. e emitido pela Goldman Sachs, projetado principalmente para ser usado com o Apple Pay em dispositivos Apple, como iPhone, iPad, Apple Watch ou Mac. Atualmente, está disponível apenas nos Estados Unidos, com 6,7 milhões de portadores de cartões americanos no início de 2022.

## História
Em 6 de agosto de 2019, os convites para uma visualização antecipada começaram a ser enviados para usuários selecionados aleatoriamente que já haviam se inscrito para receber notificações por e-mail antes do lançamento oficial do Apple Card. Foi lançado nos Estados Unidos em 20 de agosto de 2019.
O cartão apresenta uma série de recursos ao consumidor, incluindo sem taxas, software que incentiva os usuários a evitar dívidas ou pagá-las rapidamente, a faixa de taxa de juros mais baixa do setor para cartões comparáveis e intenção para aprovar o maior número possível de usuários de iPhone. Esses recursos são vistos como arriscados para um banco e levaram outros bancos com operações estabelecidas de cartão de crédito ao consumidor, incluindo o Barclays, parceiro de longa data da Apple, junto com Citigroup e JPMorgan Chase, a recusar a proposta da Apple. O Goldman Sachs defendeu os termos do acordo dizendo que estava buscando "desorganizar o financiamento ao consumidor colocando o cliente em primeiro lugar".
O Apple Card foi anunciado em um evento especial da Apple em 25 de março de 2019. Ao contrário dos eventos especiais anteriores, que historicamente serviram como plataformas para anunciar o próximo hardware, este evento se concentrou em novos softwares e serviços de Internet, como o Apple TV+ e Apple Arcade.
Em 20 de abril de 2021, a Apple anunciou que introduziria contas conjuntas e titulares de cartão adicionais. Esses recursos foram introduzidos sob a marca Apple Card Family.
Em janeiro de 2023, a Bloomberg informou que o Goldman Sachs sofreu perdas de US$ 1 bilhão por causa do cartão.

## Inscrição

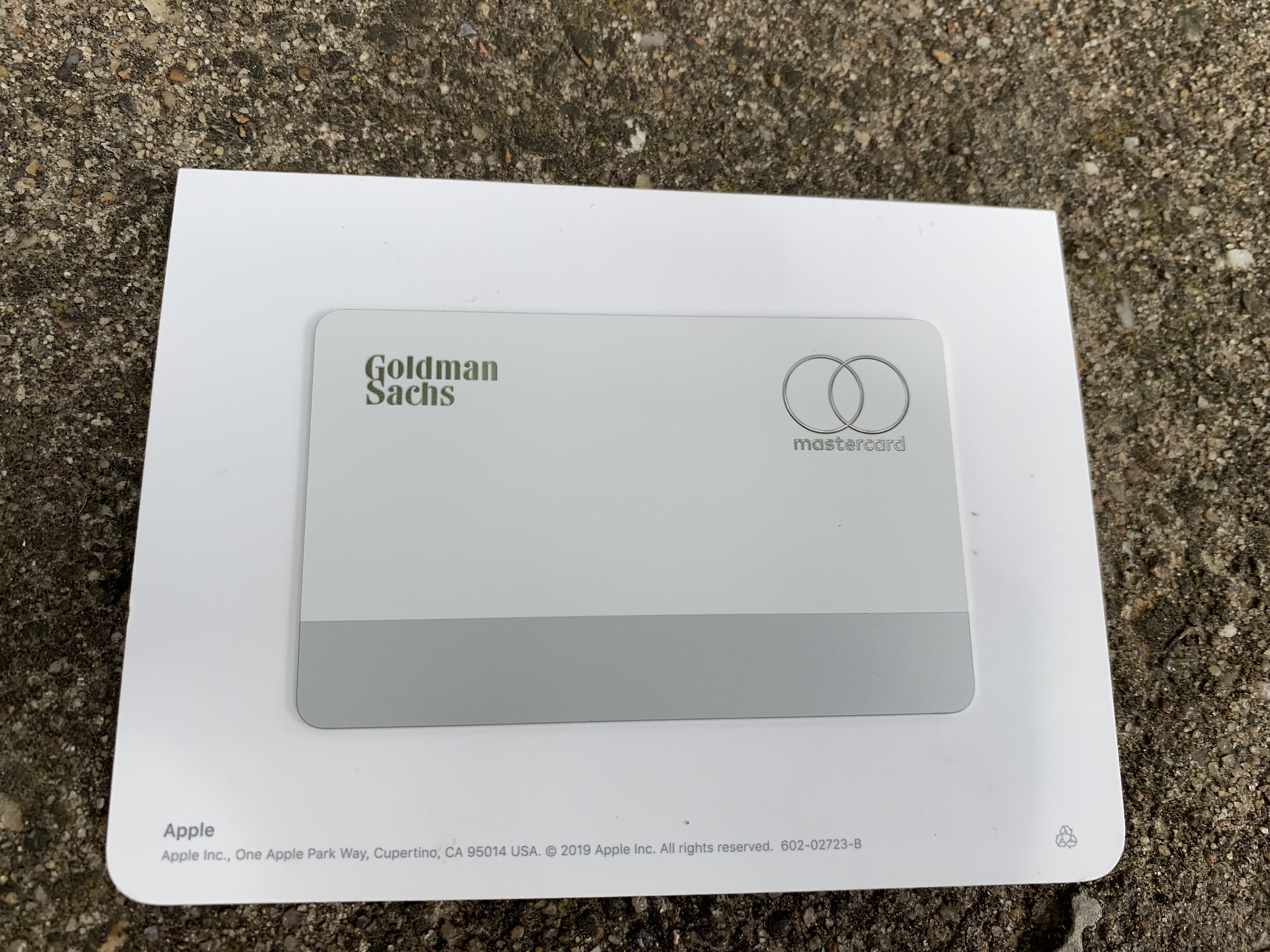
Verso do Apple Card físico mostrando os logotipos Goldman Sachs e Mastercard

### Emissão instantânea
Os usuários podem solicitar um Apple Card diretamente no aplicativo Wallet. Após a aprovação, um Apple Card digital é disponibilizado imediatamente em todos os dispositivos do usuário. Os usuários também podem solicitar um cartão físico para uso em locais que não aceitam pagamentos sem contato.
Os detalhes do Apple Card podem ser acessados no iCloud Keychain do usuário e podem ser preenchidos automaticamente em formulários online.

### Cartão de titânio
A Apple desenvolveu um Apple Card de titânio para compras em locais onde o pagamento sem contato do Apple Pay não é aceito. Os logotipos no cartão são gravados e o nome do titular do cartão é gravado a laser no cartão.
Na entrega, os usuários com o iPhone XS e superior podem ativar o cartão físico aproximando o telefone de uma etiqueta NFC escondida na embalagem do cartão. Os usuários com um iPhone X ou anterior precisam abrir o aplicativo Wallet antes de encostar o telefone no cartão.

## Recursos

### Dinheiro de volta
As compras regulares feitas com o cartão físico ganham 1%, as compras feitas com o Apple Pay ganham 2% e as compras nas Apple Stores e parceiros selecionados ganham 3%. O reembolso em compras qualificadas é depositado na conta Apple Cash do cliente ou aplicado como crédito no extrato.

### Gerenciamento de cartão
O aplicativo Wallet agrupa as transações do Apple Card por categoria e fornece resumos de atividades semanais e mensais. O Apple Maps é usado para fornecer uma categoria codificada por cores, localização no mapa e detalhes de contato para o comerciante (quando disponível).

### Privacidade e segurança
Um número de cartão exclusivo é criado para cada dispositivo e armazenado em um elemento seguro usado pelo Apple Pay para lidar com transações e funções criptográficas no dispositivo. Cada transação usa seu próprio código de segurança dinâmico único e é autorizada com Face ID, Touch ID, ou senha.
Assim como acontece com o Apple Cash, o histórico de transações do Apple Card é armazenado e sincronizado entre os dispositivos usando o iCloud e criptografado de forma que apenas o titular da conta autorizado possa visualizá-lo.

## Parcerias
Para o lançamento inicial do Apple Card nos Estados Unidos, a Goldman Sachs assumiu o papel de banco emissor, enquanto a Mastercard atuou como rede de pagamento.

## Recepção
Em março de 2020, cerca de 3,1 milhões de americanos possuíam o Apple Card. Esse número cresceu para 6,7 milhões de portadores de cartão no início de 2022. Seis em cada dez usuários do Apple Card o usam como cartão de crédito principal.
Em 7 de novembro de 2019, David Heinemeier Hansson postou no Twitter que recebeu 20 vezes o limite de crédito do que foi oferecido a sua esposa, apesar de ela ter uma pontuação de crédito melhor. Ele acusou o Goldman Sachs de discriminação de gênero ao usar algoritmos para determinar o limite de crédito de uma pessoa. O cofundador da Apple, Steve Wozniak, também twittou que recebeu dez vezes o limite de crédito oferecido à esposa.
Em 23 de março de 2021, o Departamento de Serviços Financeiros do Estado de Nova York emitiu um relatório resumindo suas descobertas após investigar reclamações de consumidores sobre o Apple Card. A investigação, que incluiu uma revisão de vários milhares de páginas de registros e respostas por escrito do Goldman Sachs Bank e da Apple, entrevistas de testemunhas e solicitantes do Apple Card e análise de dados de subscrição de aproximadamente 400.000 solicitantes do Apple Card no estado de Nova York, não produzir provas de discriminação ilegal contra os requerentes de acordo com a lei de empréstimos justos.